# Biagio Pupini

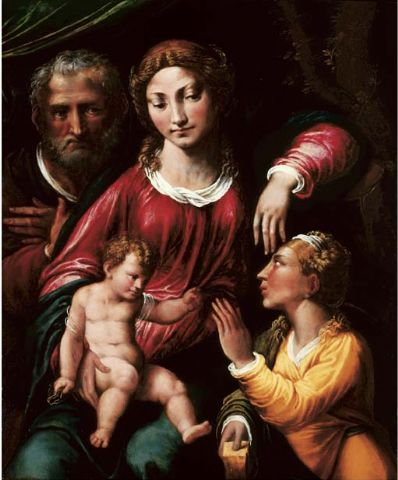
Matrimonio místico de Santa Catalina.

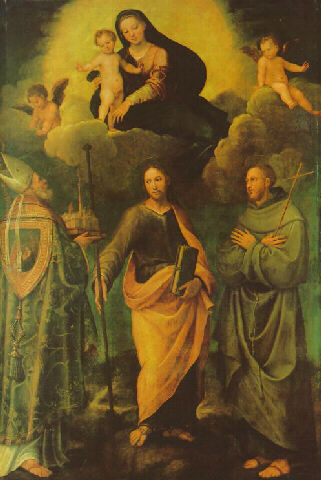
Aparición de la Virgen a San Petronio de Bolonia.

Biagio Pupini, también conocido como Biagio dalle Lame (documentado entre 1511-1551), fue un pintor manierista italiano.

## Biografía
Probablemente se formó en el taller de Francesco Francia. En 1511 colaboró con Bartolomeo Bagnacavallo en las decoraciones al fresco de San Pietro in Vincoli (actualmente destruidas). En 1519 se encargó de las vidrieras de la Cappella della Pace en San Petronio de Bolonia. Obra suya es una Virgen con el Niño y santos, fechada en 1524.
En 1525 colabora con Girolamo da Carpi en la decoración de la sacristía de San Michele in Bosco. En 1536 participa en el proyecto de corativo de la Villa d'Este en Belriguardo junto a artistas como Garofalo, Battista Dossi, Camillo Filippi, Girolamo da Carpi y otros. Desde 1539 se halla documentado nuevamente en Bolonia.
Está documentado su trabajo en diversas iglesias boloñesas, como San Giacomo Maggiore (Santa Ursula y sus compañeras mártires, 1545), San Giuliano o Santa Maria della Baroncella.
En su obra podemos apreciar la importancia del legado recibido de su maestro Francia, aunque después fue receptivo a las innovaciones del primer manierismo representado sobre todo por el Parmigianino.

## Obras destacadas
- Virgen con el Niño y santos (1524)
- Sagrada Familia con Santa Ana, San Juanito y ángeles (1528, Real Colegio de España, Bolonia), fresco.
- Baño de Venus (Colección privada)
- Aparición de la Virgen a San Petronio de Bolonia (Colección privada)
- Matrimonio místico de Santa Catalina (Colección privada)
- Santa Ursula y compañeras mártires (1545, San Giacomo Maggiore, Bolonia)